# Kostel Nanebevzetí Panny Marie a svatého Václava (Kralupy nad Vltavou)
Kostel Nanebevzetí Panny Marie a svatého Václava v Kralupech nad Vltavou je jednolodní pseudogotická cihlová stavba z let 1894–1895, orientovaná presbytářem k severu. Kostel je chráněn jako kulturní památka České republiky.

## Historie
Kralupy nad Vltavou původně patřily k farností do Minic. Výstavba kostela byla podmínkou pro povýšení Kralup na město, ale přesahovala finanční možnosti tehdejší obce. Jeho stavbu umožnil až dar pražského probošta Dr. Eduarda Tersche, který uhradil zhruba 2/3 nákladů, dále věnoval do kostela některé vybavení, jako např. varhany (mají 2 manuály a 16 rejstříků, autor Em. Š. Petr, Praha). Dr. Tersch při vysvěcení kostela 27. října 1895 podle svého přání sám kázal a v hrobce před hlavním oltářem byl také o tři roky později pohřben.
Kostel byl postaven podle plánů J. Kaury přepracovaných A. Živným.

## Popis
Kostel je vystavěn na obdélném půdorysu, s obdélným pětiboce ukončeným presbytářem s obdélnými přístavky po stranách a hranolovou věží v západním průčelí. Věž kostela je vysoká 63 metrů.
Vnitřek je sklenut křížovou žebrovou klenbou. Vnitřní vybavení kostela je rovněž novogotické z konce 19. století.
Na věži jsou od roku 1991 již třetí zvony (zakoupeny podnikem Kaučuk), předchozí zvony byly zabaveny za první a druhé světové války. Kralupský kostel a zvony se objevují v některých básních Jaroslava Seiferta.
V exteriéru na kostele jsou umístěny dvě pamětní desky. Jedna je věnovaná obětem náletu v roce 1945, druhá ukazuje výšku vody při povodni roce 2002.